# Apnea (esport)
|  | Per a altres significats, vegeu «Apnea». |

L'apnea és un esport que consisteix en la suspensió voluntària de l'acte de respirar. És la base de l'esport d'apnea, busseig a pulmó o pesca submarina. El rècord del món d'apnea estàtica es va establir en 1959 per Robert Foster, amb 13 min i 42 s, aconseguit després de respirar durant mitja hora oxigen pur. Encara que pugui semblar entrenament físic, l'esport de l'apnea es basa principalment en la relaxació mental de l'individu, la bona alimentació i hidratació, el foment dels reflexos mamífers en humans, i l'entrenament en ambients d'anòxia.

## Modalitats
- apnea estàtica o dinàmica,
- apnea en pes constant,
- apnea en pes variable,
- fotografia en apnea,
- pesca submarina en apnea.